# مركز دوثان المدني
مركز دوثان المدني (بالإنجليزية: Dothan Civic Center)‏ هي ساحة متعددة الأغراض تتسع لـ3،100 مقعد وتقع في دوثان، ألاباما.